# Hypena nivicola
Hypena nivicola là một loài bướm đêm trong họ Erebidae.